# Ammersum
Ammersum ist ein Ortsteil der Gemeinde Filsum im Landkreis Leer in Ostfriesland. Die Streusiedlung liegt gut zwei Kilometer östlich des Kernortes Filsum, zu dem es auch in kirchlicher Hinsicht gehört. Die Einwohner von Ammersum sind Teil der dortigen evangelisch-lutherischen St.-Paulus-Kirchengemeinde.
Ammersum wird erstmals im 10. Jahrhundert als in Ombriki oder in Ambriki genannt. Spätere Bezeichnungen sind super Ombertza fane (1447) und Amerse (1559). Die heutige Schreibweise ist seit 1645 geläufig. Der Ortsname ist wahrscheinlich eine Zusammensetzung der indogermanischen Wurzel am- (=Flussbett, Graben) mit einem dem altniederdeutschen riki (=Strecke, Hecke, Gebüsch) entsprechenden altfriesischen Substantiv, würde dementsprechend also lange Gemarkung am Gewässer bedeuten.